# Ciclismo nos Jogos Pan-Americanos de 2007 - Perseguição individual feminino
A prova de perseguição individual feminino foi um dos eventos do ciclismo de pista nos Jogos Pan-Americanos de 2007, no Rio de Janeiro. Foi disputada no Velódromo da Barra no dia 17 de julho com 8 ciclistas, cada um representando um país.

## Medalhistas
| Ouro   | COL María Luisa Calle |
| Prata  | VEN Danielys García   |
| Bronze | CUB Dalila Rodríguez  |

## Recordes
Recordes mundial e pan-americano antes da disputa dos Jogos Pan-Americanos de 2007.
| Tipo                             | Atleta         | Tempo    | Local    | Data                 |
| -------------------------------- | -------------- | -------- | -------- | -------------------- |
|                                  | Sarah Ulmer    | 3m24s537 | Atenas   | 22 de agosto de 2004 |
| Recorde dos Jogos Pan-Americanos | Erin Mirabella | 3m40s827 | Winnipeg | 29 de julho de 1999  |

## Resultados

### Classificatória
| Pos. | Ciclista          | CON             | Tempo    | Velocidade  | Qual. |
| ---- | ----------------- | --------------- | -------- | ----------- | ----- |
| 1    | María Luisa Calle | COL Colômbia    | 3m42s080 | 48.631 km/h | QF    |
| 2    | Danielys García   | VEN Venezuela   | 3m48s603 | 47.243 km/h | QF    |
| 3    | Dalila Rodríguez  | CUB Cuba        | 3m51s968 | 46.558 km/h | QB    |
| 4    | Evelyn García     | ESA El Salvador | 3m52s432 | 46.465 km/h | QB    |
| 5    | Cristina Greve    | ARG Argentina   | 3m54s482 | 46.058 km/h |       |
| 6    | Paola Muñoz       | CHI Chile       | 3m58s946 | 45.198 km/h |       |
| 7    | Alessandra Grassi | MEX México      | 4m01s975 | 44.632 km/h |       |
| 8    | Camila Rodrigues  | BRA Brasil      | 4m02s976 | 44.448 km/h |       |

### Disputa pelo bronze
| Pos. | Ciclista         | CON             | Tempo    | Velocidade  |
| ---- | ---------------- | --------------- | -------- | ----------- |
| 3    | Dalila Rodríguez | CUB Cuba        | 3m51s122 | 46.728 km/h |
| 4    | Evelyn García    | ESA El Salvador | 3m51s609 | 46.630 km/h |

### Final
| Pos. | Ciclista          | CON           | Tempo    | Velocidade  |
| ---- | ----------------- | ------------- | -------- | ----------- |
| 1    | María Luisa Calle | COL Colômbia  | 3m40s531 | 48.972 km/h |
| 2    | Danielys García   | VEN Venezuela | OVL      |             |

## Classificação final
| Pos.              | Ciclista          | CON             |
| ----------------- | ----------------- | --------------- |
| Medalha de ouro   | María Luisa Calle | COL Colômbia    |
| Medalha de prata  | Danielys García   | VEN Venezuela   |
| Medalha de bronze | Dalila Rodríguez  | CUB Cuba        |
| 4                 | Evelyn García     | ESA El Salvador |
| 5                 | Cristina Greve    | ARG Argentina   |
| 6                 | Paola Muñoz       | CHI Chile       |
| 7                 | Alessandra Grassi | MEX México      |
| 8                 | Camila Rodrigues  | BRA Brasil      |